# ذا هاملت
ذا هاملت هي رواية للمؤلف الأمريكي ويليام فوكنر نُشرت في عام 1940، تحدثت عن عائلة سنوبس الخيالية في الميسيسيبي. كانت في الأصل رواية واحدة، ثم تبعتها لاحقًا رواية البلدة 1957، والقصر عام 1959، لتشكيل ثلاثية سنوبس.

## التأليف
تضمنت الرواية نسخًا منقحة من القصص القصيرة التي نُشرت سابقًا تحت عنوان الخيول المرقطة عام 1931 (المجلد الرابع من الفصل الرابع)، كلب الصيد عام 1931 (الكتاب الثالث الفصل الثاني)، السحالي في ساحة جامشيد عام 1932 (الكتاب الأول الفصل الثالث والكتاب الرابع الفصل الثاني). اقتبست الرواية من أغنية الأب إبراهيم (الكتاب الرابع الفصل الأول)، بقرة بعد الظهر (الكتاب الثالث الفصل الثاني)، احتراق الإسطبل (الكتاب الأول الفصل الأول).

## ملخص الحبكة
سردت الرواية مآثر عائلة سنوبس، بداية من آب سنوبس الذي قُدم بشكل أكثر تفصيلًا في كتاب فوكنر اللامقهورون. تمحورت معظم أجزاء الكتاب حول خضوع الفرنسيين. في بداية الكتاب: استقر آب وزوجه وابنته وابنه فليم كمزارعين لعائلة فارنر القوية.
تحولت عائلة سنوبس مع تقدم الرواية من كونها عائلة منبوذة وفقيرة إلى عائلة مثيرة للجدل إن لم تكن خطيرة في المدينة. وقف راتليف في المقابل كبطل أخلاقي في الرواية. استخدم فوكنر غرابة عائلة سنوبس لإضافة تأثير هزلي كبير، وخصوصًا من خلال وصفه لآيكي سنوبس وميله الجنسي نحو بقرة.

### الكتاب الأول: فليم
الفصل الأول
الجزء 1 (وهو الجزء الوحيد)، الصفحات 3-26
سرد قصة خضوع الرجال الفرنسيين: الفوضى والخلفية الاجتماعية والاقتصادية للمستوطنين. وقدمت شخصيات ويل فارنر وجودي فارنر. استأجر آب سنوبس منزلًا من جودي. اكتُشف المنزل بسبب النميمة وحُرق. أول لمحة عن يولا (صفحة 11). وتحدث عن تخطيط جودي لطرد آب بعد خروجها من العمل معه. اكتُشف مكان آب وتعرض لحادثٍ آخر وحُرق بيته بسبب نزاع بشأن السجادة الفرنسية باهظة الثمن لزوجته. وافق جودي على توظيف فليم ككاتب في متجر فارنر لإرضاء آب.
الفصل الثاني
الجزء الأول
تحدث عن راتليف وادعى أنه يعرف آب منذ فترة طويلة.

## تحليلات نقدية
ناقشت مارغريت دان التوافقات والتناقضات بين كتاب هاملت وكتاب اذهب للأسفل يا موسى، وفكرة الحرية، وكيف قلد فليم تصرفات ويل فارنر. لاحظ جوزيف جولد مساهمة سكان بلدة جيفرسون في صعود فليم سنوبس بسبب سلبيتهم وأثر عائلة سنوبس الكامن فيهم. ناقش بول ليفين مواضيع الحب والمال المتكررة في سياق الثلاثية. درس ريتشارد غودن الجوانب الاقتصادية والقانونية لملكية الأراضي والنزاعات في ذا هاملت.
درست فلورنس ليفر تركيبة سرد الرواية من حيث العلاقة بين فليم والشخصيات الأخرى بدلاً من دراسة خط السرد الطبيعي. درست كاري وول طبيعة هاملت وذكرت أنها «سلسلة من الأجزاء وليست قصة منسوجة بإحكام». لاحظ أوين روبنسون التباين في الأسلوب والسرد الروائي بين كتاب ذا هاملت وكتاب البلدة. انتقد توماس روجرز في مراجعته الحديثة كتاب البلدة من خلال مقارنته بين المزايا الأدبية لكل من هاملت والبلدة، مع تفضيل هاملت بشكل أكبر. درس أندريا ديمينو جوانب استخدام فوكنر للفكاهة في الرواية. درس بيتر نيكولايسين التناقض بين الحياة العامة والخاصة للشخصيات كما هو موضح في الرواية.

## تعديل الفيلم
استند فيلم الصيف الطويل والحار لعام 1958 والذي أدى بطولته بول نيومان وجوان وودوارد على قصص ويليام فوكنر وتحديدًا قصة هاملت. أُعيد إنتاج هذا الفيلم على شكل مسلسل تلفزيوني حمل نفس الاسم.

## روابط خارجية
- ذا هاملت على موقع الموسوعة البريطانية (الإنجليزية)